# فرانك هاوكس
فرانك هاوكس (بالإنجليزية: Frank Hawks)‏ هو طيار أمريكي، ولد في 28 مارس 1897 في مارشالتاون في الولايات المتحدة، وتوفي في 23 أغسطس 1938 في إيست أئورورا في الولايات المتحدة.